# 喉腔
喉腔（laryngeal cavity、cavity of the larynx）從喉入口向下延伸到環狀軟骨下緣，與氣管相續。
喉腔經由聲帶的投射分為兩部分，其間是一個狹窄的三角形開口，即聲門裂。
聲帶上方的喉腔部分稱為喉前庭；它的形狀寬而呈三角形，但其底部或前壁呈中央向後突出於會厭結節。
喉腔包含前庭襞，介於這些組織及聲帶之間的是喉室。
聲帶下方的部分稱為聲門下腔。 聲門下腔先是一個橢圓形，但是它下面變寬了、呈圓形，且與氣管的管相連。

## 外部連接
- Pharynx and Larynx（页面存档备份，存于）